# Pervomaiski (Xebékino)
Pervomaiski - Первомайский (rus) - és un poble (un possiólok) de l'óblast de Bélgorod, a Rússia. El 2010 tenia 184 habitants. Pertany al districte (raion) de Xebékino.